# Lista de governadores do Ducado de Milão
O Governador do Milanês, governava o Ducado de Milão na qualidade de representante do Rei de Espanha (1535–1706) e, numa segunda fase, do Arquiduque da Áustria (1706–1796) e (1799–1800). O primeiro governador foi nomeado após a morte do último duque da família Sforza, Francisco II.

## Governo Espanhol (1535-1706)
1. António de Leyva, Príncipe de Ascoli, 1535–1536, morreu no cargo
2. Cardeal Marino Caracciolo 1536–1538, morreu no cargo
3. Alfonso d'Avalos d'Aquino, Marquês de Vasto, 1538–1546
4. Ferrante I Gonzaga, Conde de Guastalla, Príncipe de Molfetta, Duque de Ariano, 1546–1555
5. Fernando Álvarez de Toledo y Pimentel, 3.º Duque de Alba, 1555–1556
6. Cristoforo Madruzzo, 1556–1557
7. Gonzalo II Fernández de Córdoba, 1558–1560, primeira vez
8. Francesco Ferdinando II d'Ávalos, 5.º Marquês de Pescara, 1560–1563
9. Gonzalo II Fernández de Córdoba, 1563–1564, segunda vez
10. Gabriel de la Cueva, 5.º Duque de Alburquerque, 1564–1571, morreu no cargo
11. Álvaro de Sande, 1571–1572
12. Luis de Zúñiga y Requesens, 1572–1573
13. Antonio de Zúñiga y Sotomaior, 3.º Marquês de Ayamonte, 1573–1580, morreu no cargo
14. Sancho de Guevara y Padilla, 1580–1583
15. Carlo d'Aragona Tagliavia, 1583–1592
16. Juan Fernández de Velasco, 5.º Duque de Frías, 1592–1595, primeira vez
17. Pedro de Padilla, 1595–1595
18. Juan Fernández de Velasco, 5.º Duque de Frías, 1595–1600, segunda vez
19. Pedro Enríquez de Acevedo, Conde de Fuentes, 1600–1610, morreu no cargo
20. Juan Fernández de Velasco, 5.º Duque de Frías, 1610–1612, terceira vez
21. Juan de Mendoza, Marquês da Hinojosa, 1612–1616
22. Pedro Álvarez de Toledo, 5.º Marquês de Villafranca, 1616–1618
23. Gómez Suárez de Figueroa, 3.º Duque de Feria, 1618–1625, primeira vez
24. Gonzalo Fernández de Córdoba, 1625–1629
25. Ambrogio Spinola, 1.º Marquês de Balbases, 1629–1630, morreu no cargo
26. Álvaro de Bazán, 2.º Marquês de Santa Cruz, 1630–1631
27. Gómez Suárez de Figueroa, 3.º Duque de Feria, 1631–1633, segunda vez
28. Cardeal–Infante Fernando, 1633–1634
29. Cardeal Gil de Albornoz, 1634–1635
30. Diego Felipez de Guzmán, Marquês de Leganés, 1635–1636, primeira vez
31. Fernando Afán de Ribera, duque de Alcalá de los Gazules, 1636, morreu no cargo
32. Diego Felipez de Guzmán, Marquês de Leganés, 1636–1641, segunda vez
33. Juan de Velasco, Conde de Siruela, 1641–1643
34. Antonio Sancho Davila, Marquês de Velada, 1643–1646
35. Bernardino Fernández de Velasco, 6.º Duque of Frías, 1646–1648
36. Luis de Benavides Carrillo, Marquês de Caracena, 1648–1656
37. Cardeal Teodoro Trivulzio, 1656–1656
38. Alfonso Pérez de Vivero, Conde de Fuensaldaña 1656–1660
39. Francesco Caetani, 8.º Duque de Sermoneta 1660–1662
40. Luis de Guzmán Ponce de Leon]] 1662–1668, morreu no cargo
41. Paolo Spinola, 3.º Marquês de Balbases, 1668–1668, primeira vez
42. Francisco de Orozco, Marquês de Olias, 1668–1668
43. Paolo Spinola, 3.º Marquês de Balbases, 1669–1670, segunda vez
44. Gaspar Téllez-Girón, 5.º Duque de Osuna, 1670–1674
45. Claude Lamoral, 3.º Príncipe de Ligne, 1674–1678
46. Juan Henríquez de Cabrera, Conde de Melgar, 1678–1686
47. Antonio López de Ayala Velasco y Cardeñas, Conde de Fuensalida, 1686–1691
48. Diego Dávila Mesía y Guzmán, 3.º Marquês de Leganés, 1691–1698
49. Charles Henry de Lorena-Vaudemont, 1698–1706

Milão foi conquistada pelo exército Austríaco em 26 de Setembro de 1706 durante a Guerra da Sucessão de Espanha. A ocupação austríaca acabou por ser reconhecida pelo Tratado de Utrecht.

## Governo Austríaco (1706-1796)
- Príncipe Eugénio de Saboia, 1706–1716
- Príncipe Maximilian Karl of Löwenstein–Wertheim, 1717–1719, morreu no cargo
- Conde Girolamo Colloredo, 1719–1725
- Conde Wirich Philipp von Daun, 1725–1734
- ocupação Sarda, 1734–1736
- Otto Ferdinand von Abensberg und Traun, 1736–1743
- Prince Georg Christian von Lobkowitz, 1743–1745
- ocupação Espanhola, 1745–1746
- Gian Luca Pallavicini, 1745–1747, primeira vez
- Conde Ferdinand Bonaventura von Harrach, 1747–1750
- Gian Luca Pallavicini 1750–1754, segunda vez
- Francisco III, Duque de Módena 1754–1771, administrator da Lombardia Austríaca
  - Arquiduque Peter Leopold da Áustria, 1754–1763, tornou-se Grão-duque da Toscana
  - Arquiduque Fernando Carlos da Áustria, 1763–1771
- Arquiduque Fernando Carlos da Áustria, 1771–1796

## Período Napoleónico (1796-1814)
- República Transpadana, 1796–1797
- República Cisalpina, 1797–1799
- Conde Luigi Cocastelli, 1799–1800

Os Austríacos abandonaram Milão após a Batalha de Marengo e o ducado foi incorporado de novo na República Cisalpina, que, em 1802, se tornou na República Italiana e, em 1806, no Reino de Itália. Em 1814 os Austríaco retomaram Milão.

## Reino Lombardo-Veneziano(1814-1859)
- Henrique XV, Príncipe de Reuss-Plauen, 1814-1815
- Conde Frederico Henrique von Bellegarde, 1815-1816
- Arquiduque António Victor da Áustria, 1816-1818
- Arquiduque Rainer da Áustria, 1818-1848
- Conde Joseph Radetzky von Radetz, 1848-1857
- Arquiduque Maximiliano da Áustria, 1857-1859

Desde 1859, o Milanês foi integrado no Reino de Itália.